# ディートリヒ・ローチェ
ディートリヒ・ローチェ（Dietrich Roache）は、オーストラリアのラグビー選手。

## プロフィール
- オーストラリア出身。
- ポジションはウィング(WTB)、センター(CTB)。
- 身長 185cm、体重 84kg

## 略歴
15歳からラグビーを始めた。
2021年、東京五輪の7人制オーストラリア代表に選ばれた。
2024年、パリ五輪の7人制オーストラリア代表に選ばれた。